# Tetragonia fruticosa
Tetragonia fruticosa är en isörtsväxtart som beskrevs av Carl von Linné. Tetragonia fruticosa ingår i släktet tetragonior, och familjen isörtsväxter. Inga underarter finns listade i Catalogue of Life.